# Béchar
Béchar (en arabe : بشار ; en : berbère : ⴱⵛⵛⴰⵕ),  (le nom durant l'occupation coloniale était Colomb-Béchar), est une commune de la wilaya de Béchar, en Algérie, dont elle est le chef-lieu, située à 1 150 km au sud-ouest de la capitale Alger, à 852 km au nord-est de Tindouf et à environ 80 km à l'est de la frontière marocaine. Béchar est la plus grande ville du sud-ouest algérien, sa population est de 165 627 habitants en 2008.

## Géographie

### Situation
Le territoire de la commune de Béchar est situé au nord de sa wilaya. Béchar se situe à la limite nord-ouest du Sahara algérien. On considère que la ville fait partie de la région de la Saoura.
| Lahmar  | Mougheul | Beni Ounif |
| Kenadsa | Béchar   | Beni Ounif |
| Kenadsa | Taghit   | Taghit     |

### Relief
Béchar est entourée de chaînes de montagnes :
- le djebel Antar à 1 953 m ;
- le djebel Grouz à 1 835 m ;
- le djebel Béchar à 1 206 m.

### Climat
Le climat à Béchar est subtropical, désertique et continental, codé BWh (climat désertique chaud, température annuelle moyenne > à 18 °C) ou BWk (climat désertique continental, entre -3 et 2 °C pour la température minimale moyenne) dans la classification de Köppen. Cela se traduit par des hivers froids, surtout la nuit et des étés extrêmement chauds: 50% des journées dépassent 40 °C à l'ombre en juillet et 38 °C en août. Évidemment en plein désert du Sahara, il ne pleut presque jamais, 80 mm/an.

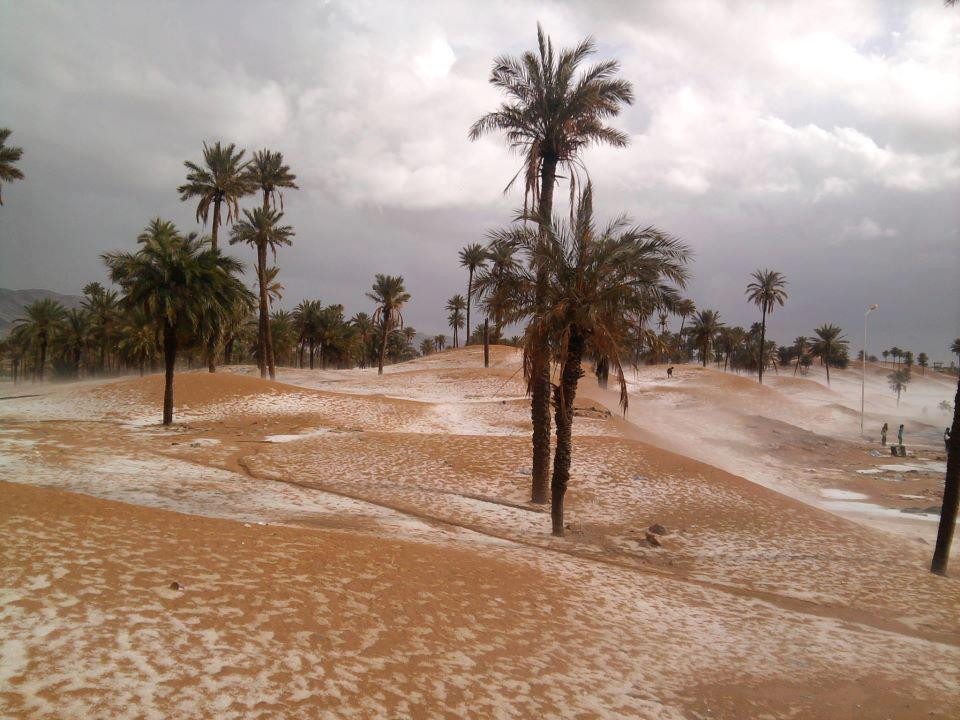
Neige tombée dans l'oasis de Qorai à Bechar.

| Mois                              | jan. | fév. | mars | avril | mai | juin | jui. | août | sep. | oct. | nov. | déc. | année |
| --------------------------------- | ---- | ---- | ---- | ----- | --- | ---- | ---- | ---- | ---- | ---- | ---- | ---- | ----- |
| Température minimale moyenne (°C) | 1    | 4    | 8    | 12    | 16  | 21   | 25   | 25   | 20   | 13   | 7    | 2    | 13    |
| Température moyenne (°C)          | 8    | 11   | 15   | 19    | 23  | 28   | 32   | 31   | 26   | 20   | 13   | 9    | 20    |
| Température maximale moyenne (°C) | 15   | 18   | 22   | 26    | 30  | 35   | 40   | 38   | 33   | 27   | 20   | 16   | 27    |
| Précipitations (mm)               | 0    | 0    | 10   | 0     | 0   | 0    | 0    | 0    | 0    | 10   | 10   | 0    | 80    |

### Transport
Béchar dispose d'un aéroport situé à 5 km au nord-ouest de la ville. Des vols opérés par la compagnie Air Algérie la relient à Alger et à Oran.
La commune de Béchar est traversée par la route nationale 6 (RN 6), dite « route des Oasis », qui relie la ville de Sig, située au nord-ouest de l'Algérie, à la ville de Timiaouine, située à l’extrême sud de l'Algérie à la frontière avec le Mali, via Béchar et Adrar.
Le 15 juillet 2010, la ligne ferroviaire Oran-Béchar, longue de 700 km, a été inaugurée.
Le voyage s'effectue en 10 heures. Cette ligne de train permettra au sud-ouest algérien un désenclavement et accentuera les échanges commerciaux entre le nord et le sud algérien en desservant jusqu'à Oran les villes suivantes : Oued Tlelat, Sidi Bel Abbes, Ras El Ma, Mecheria, Naâma, Ain Sefra, Beni Ounif.

### Localités de la commune
En 1984, la commune de Béchar est constituée à partir des localités suivantes :
- Béchar-Centr
- Kasr Béchar
- Debdaba
- Béchar Djedid
- Ouakda
- Benzireg
- Hassi Haouari
- Zouzfana
- Gharassa
- Manouarar Nekheila

Un quartier s'appelle Mer Niger, du nom du Chemin de fer transsaharien.

## Histoire

### Expéditions ottomanes
Les traditions locales rapportent qu'un jour, un voyageur demanda audience au bey, puis lui présenta dans une guerba en peau de chèvre de l'eau limpide qu'il expliqua avoir recueillie dans une source qu'il aurait découverte dans la vallée de Zousfana. Le Bey remercia publiquement l'envoyé, puis, après l'avoir félicité, il surnomma l'explorateur « El Bechar » signifiant celui qui apporte une bonne nouvelle, surnom qui sera repris pour désigner toute la région,.
Comme la région était assez plane, cela facilita la création d’une palmeraie grâce à la possibilité d’utiliser l'eau de la source nouvellement découverte. Le bey choisit entre autres la tribu des Ouled Nassir pour travailler la terre de la région et pour s'y installer. Il offrit à ces derniers divers animaux (chevaux, mulets et moutons) pour faciliter leur installation et ordonna la construction d'un premier fort dans cette nouvelle place.
Rapidement, la nouvelle palmeraie prospéra et fut réputée dans la région pour ses figues et dattes, mais aussi pour les divers animaux provenant de la chasse. Elle atteignit l'oued Guir, non loin de cet endroit et assura la prospérité de la nouvelle ville qui rapidement vit de nombreuses tribus nomades se mettre sous la protection de la ville et camper non loin de Béchar. Néanmoins, quelques décennies plus tard, la région connue pour les fortes crues de l'oued motiva les Ouled Nasir à quitter le pays pour s'installer plus au nord dans les plaines marocaines du Gharb.
Avertis de ces terribles événements, le bey de l'Ouest rechercha de nouveaux volontaires pour continuer l'œuvre des Ouled Nasir mais la plupart des tribus et citoyens du beylicat de l’ouest de la Régence d'Alger refusèrent, de peur de mourir dans le désert des mêmes conditions. Devant cette situation, le bey décida d'envoyer des esclaves et tribus de force et constitua ainsi la place d'Abda. Il y construisit le fort de Zoukourt où vécut une grande partie des esclaves. Rapidement, de nombreuses personnes venant du Tell accoururent dans la région et furent si nombreuses que les gens d'Abda décidèrent de construire un nouveau ksar à côté de celui de Zoukourt, qui fut nommée Zekakor (ou petit Zakour). Ainsi, la région de Béchar devint une plaine fertile couverte de cultures, depuis le barrage d'Ouakda et la vallée de l'oued actuel jusqu'à la palmeraie d'Aït Hamou Aïssa et le pied du Djebel Béchar, à mi-chemin de la piste de Béchar à Gharassa.

### Le siège de la forteresse de Zakour
Quelques années plus tard, des familles nomades des tribus berbères des Aït Atta vinrent s'installer à Bechar, édifiant notamment le Ksar El Beidh. Par la suite, de nombreuses autres tribus nomades vinrent s'installer dans la région avec leur troupeaux, mais la plupart ne restèrent que temporairement.

### Conflits tribaux
Les Ghenanma, tribu bédouine du Draa, implantée notamment dans la vallée de la Saoura menèrent de nombreuses incursions sur Béchar et ses environs pour se ravitailler en dattes et céréales essentiellement. Les habitants de la région firent appel aux tribus bédouines des Doui Menia, récemment installés dans la vallée du Guir, pour les protéger en échange de terrain. Ces derniers acceptèrent, avant pour certains de rompre le contrat afin de reprendre leur vie nomade.
Sidi M'hammed Ben Bouziane, riche érudit alors installé à Béchar, partira à cette époque dans la ville voisine de Kenadsa où il fondera sa Zaouïa. De leur côté, les tribus des Ghenanma et des Doui Menia s'étaient déclaré la guerre et, comme les Douia Menia ne passaient à Béchar qu'à certaines périodes de l'année pour acheter des dattes, une partie des Ghenanma profita de la situation pour piller les récoltes. Les Doui Menia décidèrent, après avoir été informés de la situation par Sidi M'hammed Ben Bouziane et être appelés par les habitants de la région, de livrer bataille contre les Ghenanma. La bataille eut lieu à Redjem Kaam (entre Guelb El Aouda et Gueltet Amed ben Salah) : le Cheikh Aissa, chef des Doui Menia y provoqua en duel singulier Kaam, le chef des Ghenanma, qui fut tué. Privés de leur chef, les Ghenanma se débandèrent et furent vaincus par les Doui Menia.
Dans les années 1800, des pluies anormalement abondantes transformèrent l'Oued Béchar en torrent qui dévasta la région, et qui fut nommée l'Oued Lakhal à cause de la couleur de ce dernier. Cette crue marqua et creusa plus profondément le lit de l’Oued et détruisit entre autres les principaux systèmes d'irrigation de Béchar dont notamment la grande seguia des Ait Atta.

### Période coloniale
La ville, durant la période coloniale, tire son nom composé de Colomb-Béchar du général français Louis de Colomb (1823-1902) qui servit dans la région de l'Oranais et du Sud oranais (Laghouat, Mascara, Tlemcen) et du nom indigène précolonial de Béchar, ou porteur de bonnes nouvelles en arabe.

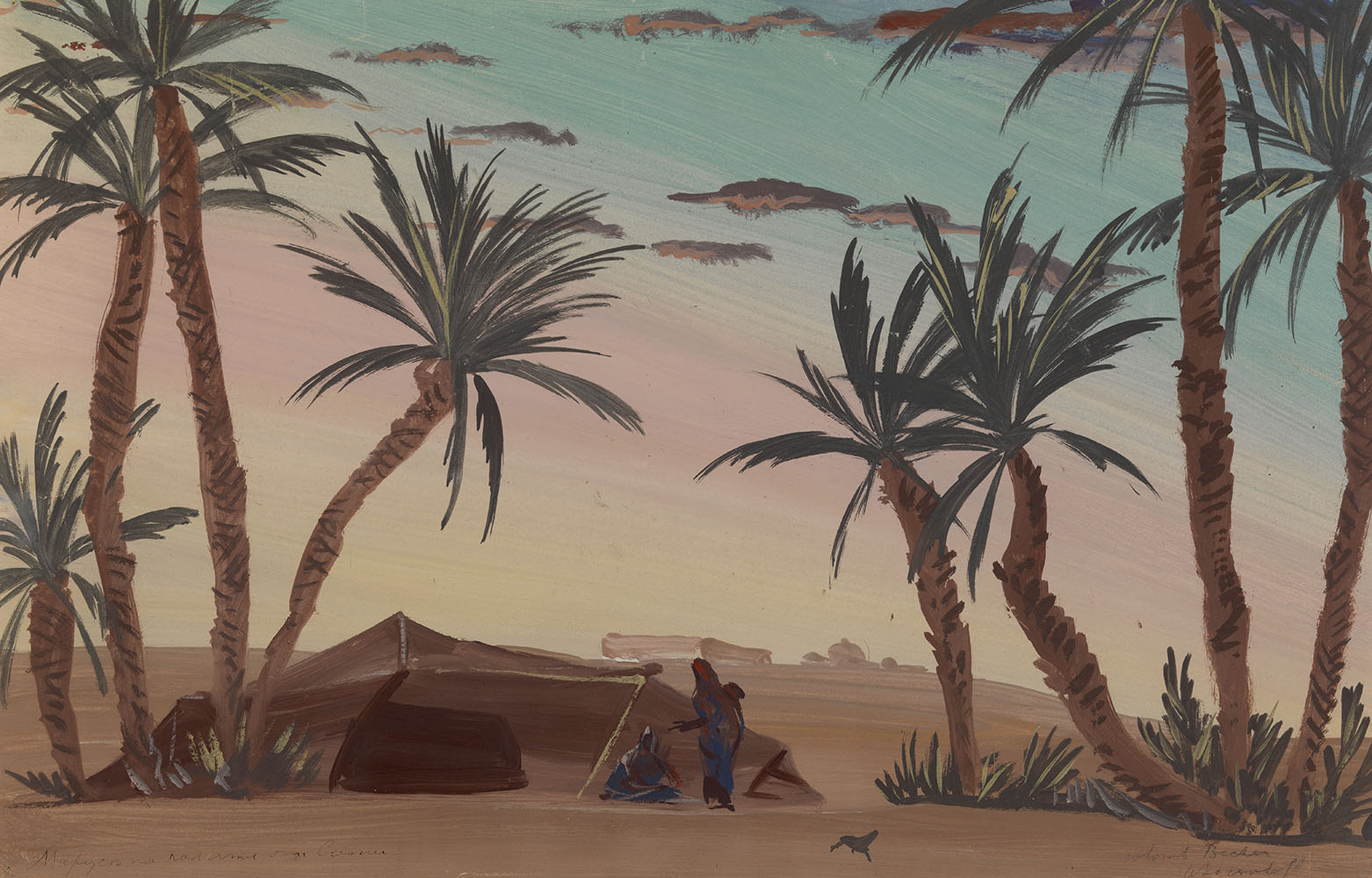
Gravure de Colomb-Béchar par Alexandre Iacovleff.

En 1902, la ville est rattachée à la partie des Territoires du Sud, subdivision territoriale administrée par le gouverneur général de l'Algérie française entre 1902 et 1957. Mais face aux agitations continues venant de l'ouest et à l'incapacité du gouvernement français a donner un "droit de suite" aux révoltes répétées des tribus locales hostiles à son implantation par une incursion en territoire marocain du fait de l'absence de frontières officielles entre la France et le Maroc au sud de Beni Ounif, le Général de brigade Hubert Lyautey installa entre 1903 et 1906 de nouveaux postes destinés à sécuriser l'occupation française de la région.
La ville devient un chef-lieu de cercle militaire érigé en commune indigène par arrêté du 19 janvier 1904, rattaché au territoire d'Aïn Sefra. Après 1930, l'organisation administrative des Territoires du Sud connaît quelques modifications, qui resteront en vigueur jusqu'en 1957. En raison de l'importance croissante de Colomb-Béchar, la ville devient le chef-lieu du Territoire d'Aïn-Sefra.

Café à Béchar, 1932. Photographie de Walter Mittelholzer, ETH-Bibliothek.

Pendant la Seconde Guerre mondiale, un camp de concentration vichyste est installé à Colomb-Béchar, où sont soumis au travail forcé des prisonniers républicains espagnols, communistes français et des Juifs. C’est à proximité de Béchar que le général Leclerc a trouvé la mort le 28 novembre 1947 dans le crash de son B-25 Mitchell, lors d’une tempête de sable au cours d’une tournée d’inspection. Les 13 occupants de l'appareil sont tués sur le coup.
L'armée française installe en 1947 une base militaire de lancement de fusées et de fusées-sondes appelée le Centre interarmées d'essais d'engins spéciaux. Cette base fut utilisée encore après l'indépendance de l'Algérie, jusqu'en 1967, selon les termes des accords d'Évian entre la France et l'Algérie. Le charbon, découvert dès 1907, ne connut un début d'exploitation qu'en 1917, puis une expansion pensée et préparée lors de la Seconde Guerre mondiale, qui isole l'Algérie de la Métropole et nécessite un accroissement rapide des sources d'énergie locales. C'est l'expansion du Bassin houiller de Djerada dans les années 1950 : une centrale thermique est installée et la voie ferrée normale Méditerranée-Niger prolongée jusqu'à Kenadsa.
La ville de Béchar entre, par la loi du 10 janvier 1957, au sein des régions sahariennes françaises, collectivité territoriale française administée par le ministre du Sahara, en qualité de délégué général. Sept mois plus tard, la ville est intégrée au département de la Saoura nouvellement créé. En effet, par le décret du 7 août 1957, et à la suite du démantèlement des Territoires du Sud, deux départements sahariens sont créés: 
- Le département de la Saoura couvrant approximativement l'ancien Territoire d'Aïn-Sefra et divisé en deux arrondissements : celui de Colomb-Béchar, chef-lieu du département, englobant la partie nord-ouest, de El-Abiodh à Tindouf[18]
- Le département des Oasis

La ville devient une commune de plein exercice le 12 décembre 1958. Après l'indépendance de l'Algérie en 1962, elle reprend le nom de Béchar.

## Administration
Le 19 mai 2020, le président de l'APC est suspendu par le wali, à la suite de poursuites judiciaires engagées pour « concussion, corruption, trafic d'influence, infractions commises dans le cadre de la passation de marchés publics et dilapidation de deniers publics ».

## Éducation
L'université de Béchar regroupe 13 spécialités dont les sciences technologiques, le droit, la gestion et les lettres arabes.

## Santé
Cette commune abrite des salles de soins, polycliniques et maternités relevant de la Direction de la Santé et de la Population (DSP) de la wilaya de Béchar ainsi que du ministère de la Santé.
Les consultations spécialisées ainsi que les hospitalisations des habitants de cette commune se font dans l'un des hôpitaux de la wilaya de Béchar :
- Hôpital Boudjemaa Tourabi de Béchar[21] ;
- Hôpital de Béni Abbès ;
- Hôpital de Abadla ;
- Hôpital Mohamed Boudiaf de Debdaba ;
- Hôpital de Béni-Ounif[22] ;
- Hôpital de Kerzaz.

Elle chapeaute 10 salles de soins sur un total de 19 que compte la wilaya de Béchar.
Cette commune chapeaute 2 polycliniques sur un total de 5 polycliniques que compte la wilaya de Béchar.
Cette commune chapeaute 2 maternités sur un total de 8 maternités que compte la wilaya de Béchar.

## Économie
Le développement rapide de Béchar est étroitement lié à la présence de l'armée algérienne notamment le long de la frontière marocaine. Béchar doit être le point de départ d'un des premiers segments du chemin de fer transsaharien Alger-Gao-Bamako-Dakar.

## Sport
La ville de Béchar est représentée par plusieurs clubs dans la discipline du football, beaucoup d'entre eux ont pu accéder en Division 2 (D2) du championnat de football algérien, tels que : l'ES Béchar, US Béchar Djedid, MC Debdaba ; mais seule est parvenue à se hisser en Division 1 algérienne; la JS Saoura.
La JS Saoura qui occupa souvent les premières places du championnat de première division, a également participé deux fois aux compétitions africaines (Champions League africaine et coupe de la CAF )

## Personnalités liées à la ville
- Mohamed Abou El Kacem Al Kandoussi, un soufi, un écrivain et un grand calligraphe qui joua un grand rôle dans la culture de son époque (XIII s. h. /XIX)
- Yahia Chebloune, originaire de Béchar, diplômé de l’université Claude Bernard de Lyon, le Docteur-chercheur Yahia Chebloune est un virologue qui a occupé plusieurs postes de recherche en France et aux États-Unis. Il est depuis 2013 chef du laboratoire de NanoBio2 à l’université de Grenoble (France) et du Viral Pathogenesis Kansas University Medical Center, Kansas City, USA. Il est aussi directeur de recherche en France.
- Yasmina Khadra, né à Kenadsa est un écrivain, auteur de plusieurs romans et récipiendaire de plusieurs prix littéraires. Ses romans sont traduits et publiés dans une cinquantaine de pays. L'Académie française lui a décerné le Grand prix de littérature Henri-Gal, Prix de l'Institut de France 2011 pour l'ensemble de son œuvre,
- Pierre Rabhi, né à Kenadsa est un agriculteur, écrivain et penseur franco algérien.
- Alla, musicien et instrumentaliste algérien et grand maître du Oûd.
- Moustapha Djallit est un footballeur algérien.
- Nahida Touhami est une coureuse algérienne.
- Hicham Boudaoui  est un footballeur international algérien

## Dans la culture populaire
Dans la chanson de Michel Sardou, Le Temps des colonies (album La Vieille, 1976), la ville est citée : « Autrefois à Colomb-Béchar,
J'avais plein de serviteurs noirs
Et quatre filles dans mon lit,
Au temps béni des colonies. »

## Relations internationales
La ville de Béchar est jumelée avec deux villes :
- Nantes (France) depuis 1996[23].
- Dijon (France)[24].